# Falling Down (chanson de Lil Peep et XXXTentacion)
Singles de Lil Peep et XXXTentacion
4 Gold Chains
(2018) Sunlight on Your Skin
(2018)
Falling Down est une chanson des rappeurs et chanteurs américains Lil Peep et XXXTentacion. Elle est incluse en tant que titre bonus dans l'édition deluxe du deuxième album studio du premier, Come Over When You're Sober, Pt. 2 (2018). La chanson est sortie à titre posthume en tant que premier single de l'album le 19 septembre 2018. Le morceau est produit par The Invisible Men, John Cunningham et Mike Will Made It. "Falling Down" est à l'origine une chanson écrite par Lil Peep et son collègue rappeur et chanteur américain iLoveMakonnen sous le titre "Sunlight on Your Skin", XXXTentacion recevant également un crédit d'écriture pour la version finale.
Après la mort de Lil Peep à la suite d'une overdose de Fentanyl–Xanax, XXXTentacion est tombé sur un extrait de la chanson sur YouTube et a contacté iLoveMakonnen pour enregistrer un couplet. Cette nouvelle version atteint la treizième place du classement Billboard Hot 100 américain, devenant ainsi le single de Lil Peep le mieux classé aux États-Unis. Le single a depuis été certifié trois fois disque de platine par la Recording Industry Association of America (RIAA).
La chanson atteint la première place en Finlande, en Lettonie, en Lituanie, en Nouvelle-Zélande, en Norvège et en Suède. Il atteint le top 10 dans un total de 17 pays, dont le Royaume-Uni.

## Histoire
|  |

"Falling Down" est enregistré à l'origine sous le nom de "Sunlight on Your Skin" lors d'une session studio à Londres entre iLoveMakonnen et Lil Peep dans le cadre du projet de collaboration Diamonds. Le producteur affirme que les paroles « Let's watch the rain while it's falling down » décrivent le fait qu'au moment où Lil Peep enregistre la chanson, il pleuvait dehors. Le 15 novembre 2017, Lil Peep est décédé d'une overdose accidentelle de Fentanyl–Xanax, laissant le projet inachevé. Il est ensuite omis lors de la sortie du projet en 2018. La chanson est jouée en livestream par iLoveMakonnen après sa mort, puis est mise en ligne sur YouTube sous forme d'extrait, où XXXTentacion l'a entendue.
XXXTentacion n'a pas rencontré iLoveMakonnen en personne, mais lui a parlé une fois au téléphone fin 2016 alors qu'il était en prison pour des accusations de coups et blessures aggravés. XXXTentacion contacte iLoveMakonnen et enregistre un couplet sur celui de Makonnen en hommage à Lil Peep. Il aurait déclaré que s'il avait vu le meilleur côté de Peep avant sa mort, ils auraient été de bons amis. XXXTentacion est assassiné le 18 juin 2018.

## Sortie et promotion
La chanson est sortie le 19 septembre 2018, après un long retard, annoncée par les mères de Lil Peep et de XXXTentacion,. La mère de XXXTentacion, Cléopâtre Bernard, met en ligne l'aperçu sur Instagram, en le sous-titrant « De la part de la mère de Peep et de moi », Makonnen affirmant qu'il s'agissait des souhaits des mères,.

### Controverse
Bien que le single soit devenu un succès commercial, son annonce initiale est accueillie par une controverse parmi certains amis et fans de Lil Peep, dont beaucoup étaient contrariés par l'inclusion de XXXTentacion. Avant sa mort, XXXTentacion avait accumulé un passé présumé de violence. De plus, au moment de la collaboration posthume, XXXTentacion faisait face à de multiples accusations de violences conjugales. Cela indique à certains que malgré le partage de goûts musicaux similaires, ses valeurs étaient contraires à celles vécues par Lil Peep, bien que les amis de Lil Peep aient dit qu'il appréciait la musique de XXXTentacion,.
Les attitudes de Lil Peep et de XXXTentacion l'un envers l'autre lorsque Lil Peep était en vie sont décrites comme troubles. Fish Narc, un producteur qui fait partie de GothBoiClique, s'est opposé à l'inclusion de XXXTentacion dans la chanson. En août 2018, Fish Narc publie une story sur Instagram dans laquelle il désavouait la collaboration. Il déclare : « [Lil Peep] a explicitement rejeté X pour ses abus envers les femmes, a dépensé du temps et de l'argent pour faire retirer les chansons de X de ses playlists Spotify, et n'aurait pas cosigné cette chanson. Ne l'écoutez pas. » Les affirmations de Fish Narc selon lesquelles Lil Peep rejette les associations avec XXXTentacion n'ont pas été étayées. De même, l'un des collaborateurs les plus proches de Lil Peep, Lil Tracy, déclaré que les deux artistes n'avaient « jamais été amis [et] ne s'appréciaient même pas... RIP à tous les deux ». Au contraire, le rappeur Fat Nick, un ami commun de Lil Peep et de XXXTentacion, déclare sur Twitter que juste avant la mort de Lil Peep, lui et Lil Peep avaient eu une conversation à propos de XXXTentacion et avaient prévu de le rencontrer, et que XXXTentacion était « super content de ça ». Fat Nick évoque également le sujet lors d'un live sur Instagram, où il rejette les allégations de Fish Narc et d'autres concernant les tensions entre XXXTentacion et Lil Peep, et confirme que Lil Peep voulait rencontrer XXXTentacion une fois qu'il serait sorti de la tournée. Dans le livestream, il a également sous-entendu que les membres de GothBoiClique étaient responsables de la mort de Lil Peep, en disant : « Certains d'entre vous sont du côté des gens qui ont profité de Peep. Je ne comprends pas... C'est fou. Vous dites tous de la merde à propos de X, mais vous ne dites rien à propos des gens qui ont tué [Lil Peep]... Les gens qui lui ont donné du fentanyl. Vous ne leur dites rien. » Après cela, Fish Narc est critiqué pour sa déclaration initiale condamnant la chanson. Fish Narc répond sur Twitter : « J'ai l'impression que les gens pensent que j'essaie d'insulter X. Mais en réalité, je lui souhaite de reposer en paix. Je proteste contre une collaboration posthume entre des artistes non affiliés », et précise qu'il ne souhaitait pas attaquer XXXTentacion et que ses commentaires étaient « la façon dont j'ai interprété ce que Peep m'a dit en tant qu'ami,.» Après la sortie de la chanson, Fish Narc et Lil Tracy retracent leurs déclarations initiales, Fish Narc déclarant que sa position initiale était « ce qu'il a dit avec colère».
Lors d'une interview avec XXL, Makonnen défend sa décision d'inclure XXXTentacion, en disant : « Si Lil Peep était vivant, et que Peep et moi étions amis, et je suppose que je peux parler au nom de Lil Peep puisque c'est notre projet ensemble, je dirais que nous serions très ouverts à parler avec qui que ce soit et à faire en sorte que toute sorte de choses créatives se produisent. » Makonnen mentionne le rôle que les mères de Lil Peep et de XXXTentacion ont joué dans la conception de la chanson. Il déclare : « Je pense vraiment que c'était comme le souhait des mères. [XXXTentacion] venait d'être tragiquement emporté et Peep est également décédé. Je pense que c'est quelque chose que les deux mères ont en commun. Les mères ont le dernier mot car ce sont leurs enfants en fin de compte. » En août 2018, la mère de Lil Peep, Liza Womack, répond aux inquiétudes d'un fan sur Instagram, déclarant que la sortie de la chanson avec XXXTentacion ajouté était « le choix de Makonnen » et non le sien. Cependant, elle a ensuite cédé après avoir parlé avec la mère de XXXTentacion, Cléopâtre Bernard. Womackrejoint également Cléopâtre Bernard en recevant les disques de platine pour « Falling Down » au nom de Lil Peep et XXXTentacion. Les droits sur la musique inédite de Lil Peep appartiennent à Columbia Records. Un mois après la sortie de « Falling Down », des transcriptions de XXXTentacion où il aurait avoué certaines de ses accusations ont été révélées au public,. Selon le bureau du procureur du comté de Miami-Dade, la bande a été considérée comme une confession par l'accusation et la défense de XXXTentacion. Dans une interview avec The Fader, lorsqu'on a demandé à Makonnen si sa perception de "Falling Down" avait été modifiée par la nouvelle, il a répondu : "Je ne sais rien à ce sujet".

## Accueil critique
Charles Holmes, journaliste  pour Rolling Stone, déclare : « Falling Down de Lil Peep et XXXTentacion… est une sortie controversée, alambiquée et potentiellement cathartique, selon votre point de vue. » Jami Tabberer de Gay Star News a fait remarquer : « L'artiste invité sur le morceau bonus mélancolique Falling Down donnera matière à réflexion à certains LGBT. Le regretté XXXTentacion, assassiné en juillet, était bien sûr ouvertement homophobe. Lil Peep apporte quelque chose de doux et de recherchant en lui sur ce morceau bonus, alors que deux âmes perdues luttent pour déchiffrer leur douleur… L'écouter avec le recul est dévastateur. » Contredisant l'affirmation de Tabberer, XXXTentacion avait déclaré dans des interviews qu'il n'était pas homophobe, et avait précédemment déclaré son soutien aux droits LGBT et condamné l'homophobie des groupes haineux,. Dans un article pour le New York Times, Jon Caramanica qualifie la chanson de « pas assez cuite », la décrivant comme « un enregistrement léger qu'il a fait sur un extrait de la musique de Lil Peep ».

## "Sunlight on Your Skin"
"Sunlight on Your Skin" est la version originale de "Falling Down" enregistrée par les rappeurs américains Lil Peep et iLoveMakonnen. Il est sorti en single le 27 septembre 2018.